# Xã Southampton, Quận Franklin, Pennsylvania
Xã Southampton (tiếng Anh: Southampton Township) là một xã thuộc quận Franklin, tiểu bang Pennsylvania, Hoa Kỳ. Năm 2010, dân số của xã này là 7.987 người.